# Entoloma pseudocoelestinum
Entoloma pseudocoelestinum är en svampart som beskrevs av Arnolds 1982. Entoloma pseudocoelestinum ingår i släktet Entoloma och familjen Entolomataceae.  Arten är reproducerande i Sverige. Inga underarter finns listade i Catalogue of Life.